# Tamta
Tamta Goduadze (grúzul: თამთა გოდუაძე, görögül: Τάμτα Γκοντουάτζε) (Tbiliszi, 1981. január 10. –) grúz származású, görög énekesnő. 14 évesen házasodott össze akkori 16 éves párjával, akitől gyereke született, Annie. Gyereknevelés mellett elvégezte az általános iskolát, majd a Grúz Állami Egyetem hallgatója lett. Párjával hat év házasság után elvált és gyermekével kivándoroltak Görögországba, ahova édesanyja és fiatalabb testvére már korábban elköltözött, ahol anyjuk házvezetőnőként kapott állást. Görögországon belül a fővárosba, Athénba költözött, de nem volt tartózkodási engedélye. Anyjának segített házvezetői munkájában, így tudott pénzhez jutni.

## Karrier
2004-ben, amikor házvezetőként dolgozott, az egyik család, akiknél munkát vállalt, ajánlották neki, hogy jelentkezzen a görög Super Idol című televíziós műsorba. Az énekesnő jelentkezett a műsorba, ahol végül finalistává vált és a döntőben, június 17-én végül második helyen végzett. A műsorban való megjelenését követően szerződést kötött a Minos EMI görög zenekiadóval és elkezdte építeni karrierjét. 2006-ban debütált első stúdióalbuma, amely a Tamta címet kapta. 2007 januárjában, a görög közszolgálati műsorszolgáltató, az ERT bejelentette, hogy Tamta részvevője a 2007-es Eurovíziós Dalfesztivál görög nemzeti döntőjének With Love (magyarul: Szeretettel) című szerzeményével. Annak ellenére, hogy a háromfős döntőben a harmadik helyen végzett, dala nagy sikereknek örvendett az ország területén, hiszen egyből a görög slágerlista második helyére ugrott. Ugyanebben az évben májusban megjelenítette második stúdióalbumát, amely Agapise me (magyarul: Szeress) nevet viseli. 
2008-ban egy interjúban nyilatkozott, hogy szeretné képviselni Ciprust a 2009-es Eurovíziós Dalfesztiválon. A pletykák megállapították, hogy a Ciprusi közszolgálati műsorszolgáltató, a CyBC ez üggyel kapcsolatba lépett az énekesnővel. Mindeközben a görög médiában az járta, hogy az ERT felkérte, hogy Görögország színeiben lépjen fel a dalversenyen. Végül beigazolódott, hogy egyik országot sem fogja képviselni.
Tamta a grúz X Factor mentora volt 2014-ben, 2015-ben és 2018-ban, míg a műsor görög változatában 2016-ban és 2017-ben szerepelt mentorként.

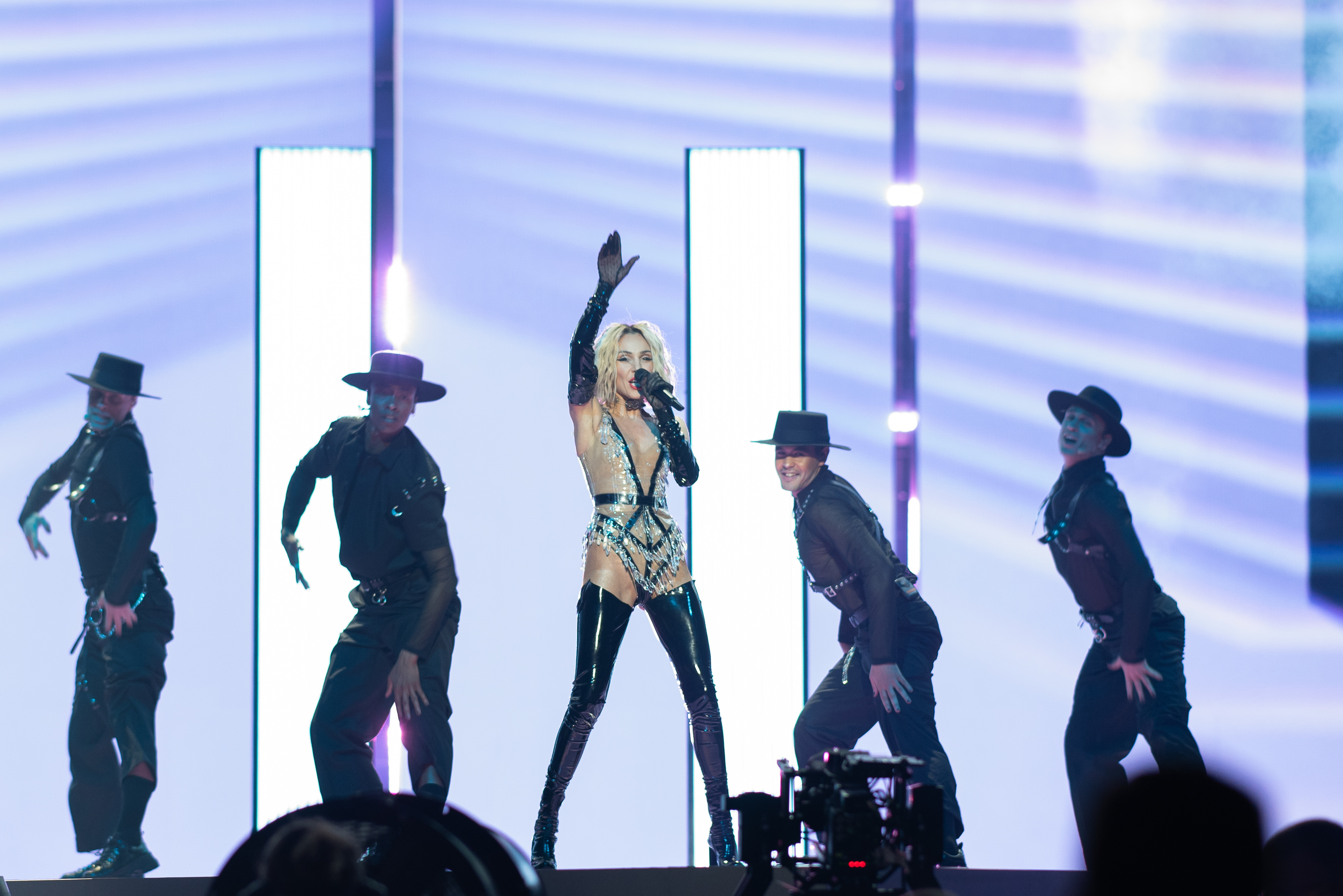
Tamta Tel-Avivban.

2018. decemberében a CyBC bejelentette, hogy ő képviseli Ciprust a 2019-es Eurovíziós Dalfesztiválon, Tel-Avivban a Replay című dallal. 2018-ban is ő képviselte volna a szigetországot, viszont lemondta ütemezési problémák miatt, így Eleni Foureira versengett Lisszabonban, ahol Ciprus minden idők legjobb helyezését érte el. Fuego (magyarul: Tűz) című dalával másodikként végzett a döntőben. Eleni dalát Alex Papaconstantinou szerezte, aki Tamta eurovíziós dalának is szerzője. Tamta a május 14-i első elődöntőben elsőként lépett színpadra, ahonnan 9. helyen jutott a döntőbe. A május 18-i döntőben végül 109 ponttal a 13. helyen végzett.

## Diszkográfia

### Albumok
- Tamta (2006)
- Agapise Me (2007)
- Tharros I Alitheia (2010)
- Best of Tamta (2017)
- Awake (2020)

### Kislemezek
- Zise To Apistefto (Oblivion) (2011)
- Niose Tin Kardia (2012)
- Konta Sou (2012)
- Pare Me (2013)
- Den Ime O,ti Nomizis (2015)
- Unloved (2015)
- To Kati Parapano (2016)
- Protimo (2017)
- Ilious Ke Thalasses (2017)
- More Than A Summer Love (2017)
- Pes mou an tolmas (2018)
- Arhes Kalokairiou (2018)
- Tag you in my sky (2018)
- Na Me Pareis Makria (2018)
- Replay (2019)
- Senorita (2019)
- Sex With Your Ex (2019)
- My Zone (2020)
- S' Agapo (2020)

### Közreműködések
- T' Allo Mou Miso (2004 Stavros Konstantinou)
- Gennithika Gia Sena (2014, Xenia Ghali)
- Always Broken (2014, Xenia Ghali)
- Yala (2020, Stephane Legar)
- Den Eisai Edo (2020, Mente Fuerte)